# Melicope obscura
Melicope obscura är en vinruteväxtart som först beskrevs av Eugène Jacob de Cordemoy, och fick sitt nu gällande namn av Thomas Gordon Hartley. Melicope obscura ingår i släktet Melicope och familjen vinruteväxter. Inga underarter finns listade i Catalogue of Life.